# François Bayrou
François Bayrou (Bordères, Nueva Aquitania; 25 de mayo de 1951) es un político francés, actual primer ministro del país desde el 13 de diciembre de 2024.
Es presidente del disuelto Unión por la Democracia Francesa y del actual Movimiento Demócrata, y fue candidato a las elecciones presidenciales francesas del año 2007 y 2012. También es uno de los fundadores del Partido Demócrata Europeo (juntamente con Francesco Rutelli), del cual es copresidente junto con Rutelli. 
Fue ministro de educación entre 1993 y 1997 y es primer ministro de Francia desde el 13 de diciembre de 2024, siendo presidente de la República Emmanuel Macron.

## Biografía
Nacido el 25 de mayo de 1951 en Bordères, entre Pau y Lourdes, en el seno de una familia de agricultores (es hijo de Calixte Bayrou y de Emma Sarthou, originaria de Serres-Morlaas), Bayrou se interesó rápidamente por la Cultura Francesa y la Francofonía, pero también por otras como la India, sus filosofías, el Judaísmo, el Islam y las grandes obras de la Antigüedad.
Casado con Élisabeth en 1971 con 20 años, siguió sus estudios en una clase preparatoria literaria y en la Universidad de Burdeos III, donde obtuvo la agregación de literatura antigua con 23 años. Consigue vencer su tartamudeo. Pero tras la muerte de su padre en un accidente de trabajo, ayudó a su madre a sostener su explotación a la vez que continuaba enseñando. Tiene 6 hijos (Helène, Marie, Dominique, Calixte, Agnès, André) y doce nietos.
Escribió una biografía de Enrique IV , "El rey libre", que tuvo un gran éxito (300.000 ejemplares vendidos). Se lanzó con éxito a la cría de caballos pura sangre de carrera.

## Carrera política
En su juventud, François Bayrou estuvo cerca de los movimientos no violentos, particularmente de la comunidad de Lanza del Vasto. A los 30 años, en 1982, se convierte en consejero general, y cuatro años más tarde diputado por la UDF de Pyrénées-Atlantiques. Enseñante laico convencido, de inspiración demócrata-cristiano, católico practicante, es un ferviente partidario de una Europa federal.
En 1993, es nombrado ministro de Educación Nacional en el gobierno de cohabitación de Édouard Balladur. Pese a haber apoyado a Balladur en ocasión de la elección presidencial francesa de 1995, y a haberse opuesto al proyecto de referéndum sobre la educación propuesto por el candidato Jacques Chirac, obtiene en el primer gobierno de Alain Juppé una cartera ampliada con la enseñanza superior, la investigación y la formación profesional. Quiere entonces integrar al presupuesto del Estado las inversiones y la construcción de establecimientos de enseñanza confesional, e integrar a la Educación nacional a los docentes del sector privado. El 24 de enero de 1994, un millón de franceses manifiestan para defender a la escuela laica, y obtienen el mantenimiento de ciertas disposiciones de la ley Falloux. François Bayrou pierde luego su última atribución (la formación profesional) en el segundo gobierno de Juppé. Opuesto a la disolución de 1997, deja el ministerio con la llegada al poder de la izquierda plural. Su presencia en dicho ministerio es notable por su método prudente y concertado en materia de reformas (criticado por ejemplo por Claude Allègre, aprobado por Jack Lang); dirige desde allí una profunda reflexión sobre la condición de los profesores y de los estudiantes que inspira los documentales de la realizadora Marie-Françoise Desmeuzes. 
Elegido en 1994 presidente del CDS, crea en 1995, en el congreso de Lyon, Force Démocrate (FD) fusionando el CDS y el Parti social-démocrate, de tradición laica, de André Santini. Es elegido en 1998 a la cabeza de la UDF, que agrupa partidos de centro, como FD, y de derecha, como Démocratie libérale (DL). Tras las elecciones regionales de 1998, Alain Madelin y otros líderes de DL aprueban a los presidentes de región reelectos gracias al apoyo del Frente Nacional, mientras que François Bayrou reafirma su rechazo a todo compromiso con la extrema derecha. DL deja entonces la UDF, cuyos otros componentes se fusionan el mismo año para crear un partido unificado, la Nueva UDF. François Bayrou encabeza, en oportunidad de las elecciones europeas de junio de 1999, la lista de la UDF, que recoge 9,28% de los votos; cumple su compromiso de radicarse en Estrasburgo y entra entonces al Parlamento europeo, cuya presidencia obtiene su segunda en la lista, Nicole Fontaine.
François Bayrou se presenta a las elecciones presidenciales francesas de 2002. Su campaña conoce unos comienzos difíciles, especialmente con sondeos dándole durante mucho tiempo menos del 5% de los votos. Varios líderes de la UDF llaman a votar por Jacques Chirac ya desde la primera vuelta. Durante la campaña presidencial, en Estrasburgo, y durante un altercado verbal con unos jóvenes que habían insultado a la alcaldesa de esa ciudad, Fabienne Keller, con la cual se encontraba, da un cachetazo a un niño de diez años que intentaba robarle en el bolsillo. Contra todas las expectativas, François Bayrou se ubica cuarto, con 6,84% de los votos, después de Lionel Jospin y delante de Jean-Pierre Chevènement. Llama a Chirac, enfrentado en la segunda vuelta a Jean-Marie Le Pen, a constituir una amplia coalición a partir de su mayoría de segunda ronda. Chirac intenta, por el contrario, con Alain Juppé, fusionar el centro y la derecha en un partido único, la Union pour la majorité présidentielle, rebautizado después Union pour un Mouvement Populaire (UMP). La mayoría de los parlamentarios de la UDF, conducidos por Philippe Douste-Blazy, abandona este partido para unirse a la UMP. Sin embargo, treinta diputados de la UDF son elegidos y constituyen un grupo parlamentario para la XII Legislatura (2002-2007), entre los cuales se halla Bayrou, que retorna a la Asamblea Nacional, electo por la segunda circunscripción de Pirineos Atlánticos.
Afirmando, desde el primer voto de confianza solicitado por el nuevo gobierno de Jean-Pierre Raffarin, ser contrario al “Estado UMP”, anuncia su intención de pronunciarse libremente sobre cada uno de los actos del gobierno.
La UDF obtiene el 12% de los votos en las elecciones regionales y en las elecciones europeas de 2004, donde progresa el número de consejeros regionales y diputados europeos electos; en las cantonales del mismo año, el número de consejeros generales y presidentes de consejos generales elegidos por el partido progresa igualmente.
Para las regionales en Aquitania, con 16% de los votos, François Bayrou llega en tercera posición tras la lista del Partido Socialista del presidente Alain Rousset, que será reelecto, y la del radical de la UMP Xavier Darcos, Ministro delegado de Enseñanza escolar. Superada en todas las regiones por la UMP, la UDF acepta la fusión de sus listas con las de aquella en la segunda vuelta.
En el Parlamento europeo elegido en 2004, la UDF deja el grupo parlamentario de derecha del Partido Popular Europeo al que pertenece la UMP, para unirse, con sus aliados del Partido Demócrata Europeo, al grupo de la Alianza de los Demócratas y de los Liberales para Europa (ALDE).
En 2005 y 2006, se opone cada vez más a la política del gobierno de Dominique de Villepin, tanto en su contenido como en sus modalidades –en particular el desprecio en el que es, según su opinión, tenido el Parlamento. Por primera vez desde su llegada a la dirección de la UDF en 1998, vota una moción de censura contra un gobernante de derecha: la segunda propuesta por el PS contra el gobierno Villepin, el 16 de mayo de 2006, en el marco del Affaire Clearstream 2 (habiendo sido la primera presentada en febrero de 2006 en ocasión de la crisis del Contrato Primer Empleo). 
Desde fines de 2004, se desmarcó de la UMP, uniéndose a veces a ciertas reivindicaciones de miembros del PS como Dominique Strauss-Kahn. Ha visto discutida su supremacía en el partido por el actual Ministro de Educación Nacional, Gilles de Robien, que es favorable a un acercamiento con la UMP.
Cuando el Partido Socialista presentó una moción de censura el 16 de mayo de 2006 contra el gobierno Villepin, François Bayrou y diez diputados de su partido (de un total de treinta) votaron lo que Bayrou llamó “censura franca” por oposición a la censura “de los pasillos” (varias decenas de diputados de la UMP partidarios de Nicolas Sarkozy se habían reunido en el bar de la Asamblea Nacional). Este voto de la moción de censura fue una expresión personal de cada diputado de la UDF, y no una consigna de grupo.
Aún adoptando tal posición tal frente al partido del poder, el presidente de la UDF aportó sin embargo su respaldo a la lista del candidato Alain Juppé a la alcaldía de Bordeaux en agosto de 2006.

## Elección presidencial de 2007
El 10 de junio de 2006, en Issy-les-Moulineaux, en ocasión de un consejo nacional estatutario de la UDF, Bayrou lanzó las grandes líneas de sus ambiciones presidenciales, proponiendo llevar adelante una “Revolución cívica”. Bayrou propuso un gobierno de Unión nacional capaz de unir personalidades de derecha, de izquierda y de centro, tomando como ejemplo a Enrique IV (que gobernó con católicos y protestantes después de las guerras de religión) y a Charles de Gaulle, que en oportunidad del gobierno provisorio en 1945 gobernó con comunistas, socialistas, centristas y gaullistas. 
Desde fines de 2005 a junio de 2006, tomó posición contra la nueva ley de Derechos de autor.
En el otoño de 2006, publicó una recopilación de sus discursos en la Asamblea Nacional titulada «En nombre del Tercer Estado», precedidos de un ensayo en el que entabla una reflexión sobre los orígenes del “mal francés”. En él fustiga las políticas de François Mitterrand y Jacques Chirac, que habrían destruido la esperanza y la modernidad de las políticas del general de Gaulle y de Valéry Giscard d'Estaing. Según Bayrou, es el poder clánico lo que estaría en el origen: el clan Mitterrand por un lado y el de Chirac por otro. Estos se habrían apropiado de la dirección del país desde 1981 hasta ahora gracias a sus clanes, beneficiándose los amigos respectivos de Mitterrand y Chirac de los puestos importantes del Estado.
La candidatura de Bayrou a la elección presidencial de la primavera de 2007 fue oficializada el 2 de diciembre de 2006 a través de un anuncio en Serres-Castet, en su circunscripción de Bearn.
En razón de su popularidad inicial en los sondeos, Bayrou fue objeto de una unidad en la UMP para luchar en su contra. Gracias a ella, Simone Veil, miembro de larga data de la UDF, se unió a Nicolas Sarkozy.
En la primera vuelta de las elecciones presidenciales de Francia de ese mismo año, Bayrou dio la razón a los sondeos de opinión y obtuvo un resonante tercer lugar, con el 18% de los sufragios, por detrás del conservador Nicolas Sarkozy de la UMP (31%) y la socialista Ségolene Royal, del PS (26%), y superando largamente al ultraderechista Jeán-Marie Le Pen del Frente Nacional (11%). El alto caudal de votos obtenido por Bayrou y su alianza de centro, lo convirtió en el objeto preciado de los dos candidatos que pasaron a la segunda vuelta, pretendiendo ambos recibir el respaldo del líder centrista de cara al balotaje. Si bien Bayrou se mostró muy crítico de Sarkozy y anunció que jamás lo votaría, e incluso llegó a sostener un debate luego de la primera vuelta con Royal, su decisión fue anunciar la libertad de voto a sus seguidores. De acuerdo a sondeos posteriores a la segunda vuelta, más de la mitad de los votantes de Bayrou terminaron eligiendo a Sarkozy, colaborando al triunfo de la UMP por sobre el PS en el balotaje (53 por 47% de los votos).

## Gobierno Sarkozy y elección presidencial de 2012
Tras el inicio del gobierno de Nicolas Sarkozy, Bayrou fue un crítico en general de las políticas de la UMP, en particular en materia institucional y financiera. Durante 2011, anunció su voluntad de postularse nuevamente a la presidencia de su país por su partido MoDem (Movimiento Demócrata), para las elecciones del 22 de abril de 2012. Los sondeos le auguraban un papel menos destacado que en los comicios de 2007, y en efecto así ocurrió: el postulante centrista se colocó en quinto lugar con algo más del 9% del voto, por detrás de Sarkozy (27%), del socialista François Hollande (28.7%), la ultraderechista Marine Le Pen (17.9%) y el izquierdista Jean-Luc Melenchon (11.1%). De cualquier manera, nuevamente, el voto centrista de Bayrou sería clave para los dos candidatos que pasaron a la segunda vuelta electoral prevista para el 6 de mayo de 2012. Incluso, desde la oficialista UMP de Sarkozy, y con el objetivo de granjearse las simpatías del electorado del MoDem  para el "ballottage", se llegó a mencionar la posibilidad de que, en caso de ser reelecto, el presidente podría ofrecer a Bayrou el cargo de primer ministro en el futuro gobierno, aunque dicho ofrecimiento fue negado por el propio Sarkozy.
El 3 de mayo de 2012, François Bayrou anunció su voto por François Hollande en la segunda vuelta, a título personal. Si bien ello no se tradujo en un llamado a sus seguidores a votar por el candidato socialista, Bayrou expresó que ante la "radicalización del discurso derechista" de Sarkozy, y los peligros que ello implicaba para la Francia gaullista, liberal y europea, él personalmente votaría por Hollande, con quien compartía la propuesta institucionalista y de moralización de la vida política nacional, pese a discrepar sobre su programa económico. Su anuncio se produjo a escasos 3 días de la segunda vuelta, y cuando los sondeos otorgaban al postulante del PS una ventaja de entre tres y cinco puntos por sobre el mandatario conservador.

En la segunda vuelta del 6 de mayo, el candidato del Partido Socialista, François Hollande, se convirtió en el presidente electo de Francia al obtener el 51.7% del voto popular, contra el 48.3% del presidente en ejercicio Nicolas Sarkozy, de la conservadora Unión por una Mayoría Popular. Según los sondeos a pie de urna, el voto de Bayrou por Hollande fue acompañado por un tercio de sus seguidores, que resultaron así claves en la elección del primer mandatario socialista francés de los últimos 17 años. Tras conocerse los resultados, Bayrou saludó el triunfo de Hollande y el inicio de una era de "República y respeto", aunque volvió a advertir sobre los peligros del programa económico de los socialistas y la necesidad de sostener los pactos de austeridad para impedir un agravamiento de la crisis. Desde una postura de "oposición responsable", y sin la presencia estelar de su líder al frente de la campaña, el Movimiento Democrático de Bayrou prevé resultados modestos para las elecciones legislativas de junio de 2012,en las que consiguieron dos escaños en la Asamblea Nacional. 
Para las elecciones de 2017, Bayrou declinó presentarse como candidato presidencial. Ese mismo año, el partido al que pertenece Bayrou declaró su apoyo a la candidatura de Emmanuel Macron, así como también se oficializó la suscripción de una alianza con el partido La República en Marcha y otros partidos centristas, para enfrentar las elecciones legislativas de 2017 y 2022. En las que el Movimiento Demócrata obtuvo 43 y 46 escaños respectivamente, dentro de la coalición política que sostiene los gobiernos del presidente Emmanuel Macron.

## Primer ministro de Francia
François Bayrou anunció en julio de 2025 un plan de ajuste presupuestario a cuatro años, con un esfuerzo anual de 43.800 millones para reducir el gasto. La congelación de las pensiones, la reducción del empleo público o el recorte del gasto social y sanitario para frenar lo que desembolsa el Estado son algunas de las medidas que ha esbozado Bayrou. La oposición criticó estos anuncios y reprochó a François Bayrou que no pidiera un esfuerzo a los más ricos. La propuesta del impuesto Zucman a los ultraricos aprobada por la Asamblea Nacional, y llamada así por el economista que la propuso, Gabriel Zucman, ha sido rechazada de plano por el gobierno. La propuesta buscaba gravar hasta el 2% del partrimonio de las personas que tienen más de 100 millones de euros.